# Barszcz wołyński

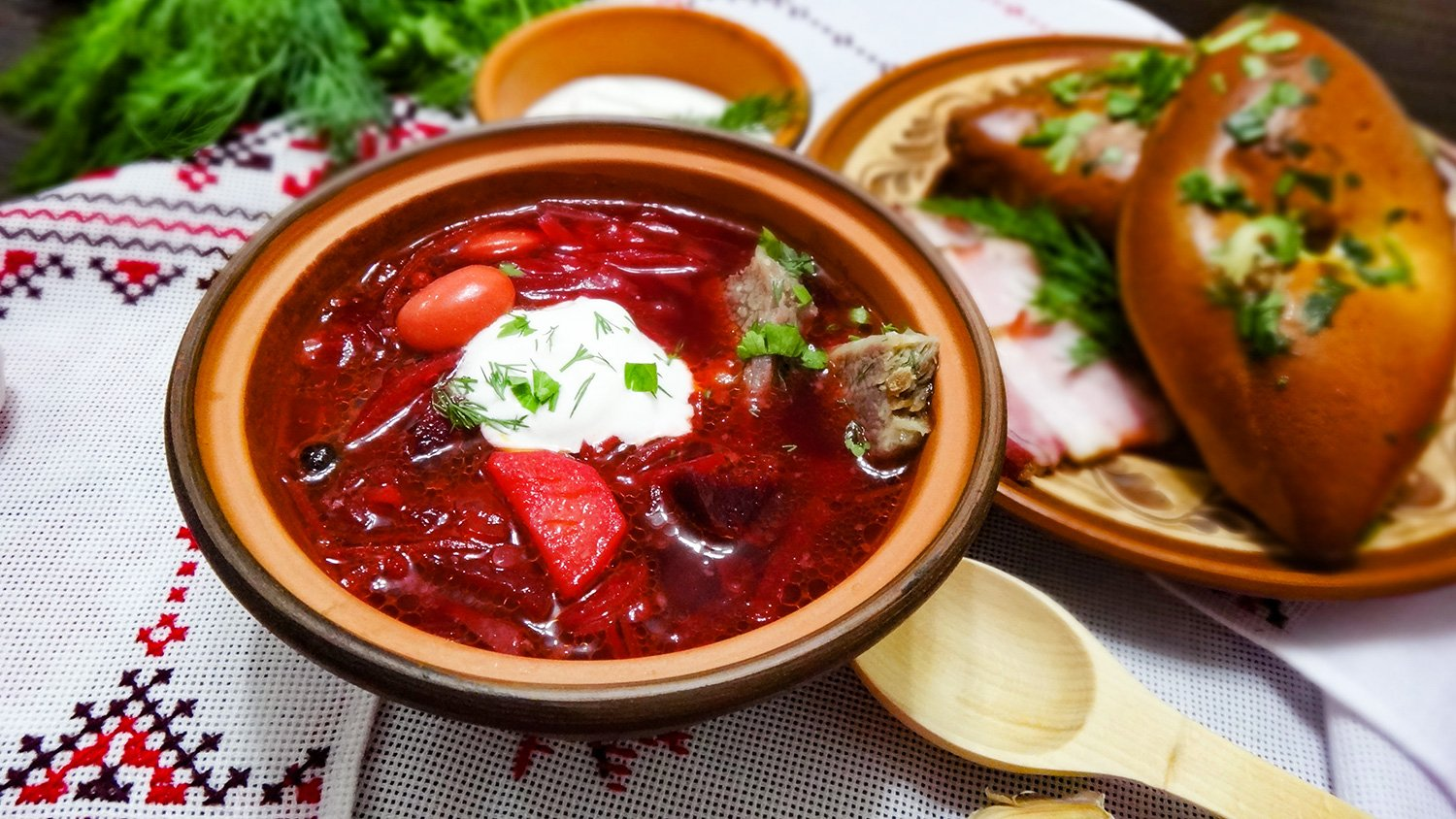
Barszcz wołyński z mięsem, fasolą i kapustą. (zdj. poglądowe)

Barszcz wołyński, jedna z odmian czerwonego barszczu gotowana w Polsce i na Ukrainie, jego wersje to m.in. barszcz czernihowski, połtawski, podlaski. Gotowany jest m.in. na podkarpaciu, gdzie na kuchnię podkarpacką wpłynęła ludność napływowa ze wschodu, która w różnych okresach zasiedlała te ziemie.
Barszcz w obecnych wersjach powstał za czasów panowania Piotra I, który w ramach przeprowadzanych reform, polecił zasadzić pomidory, a także ziemniaki, (które zastąpiły stosowaną wówczas brukiew i rzepę). Warzywa te na stałe wpisały się w różne przepisy na barszcz nazywany ogólnie ukraińskim.
Istnieje kilka wersji barszczu ale jedno łączy je wszystkie – barszcz wołyński i inne odmiany przygotowuje się na bazie buraczków czerwonych i kapusty z dodatkiem białej fasoli i ziemniaków. Obecnie istnieje około 30 przepisów na barszcz. Jego smak i stosowane składniki, jest uzależniony od miejsca na Ukrainie, w którym powstaje. Na zachodzie barszcz jest bardziej słodki (w porównaniu do wschodu), i jest gotowany bez kapusty, bardzo podobny do swojego polskiego odpowiednika.
To co różni polskie barszcze czerwone, od tych z krajów zza wschodniej granicy to m.in.  brak kapusty. Polskie barszcze czerwone są też zdecydowanie mniej mięsne – mięso może, ale nie musi być, podczas gdy w krajach na wschodzie, w okresach braku postu, jest ono podstawowym składnikiem.
Uznany za tradycyjny ukraiński barszcz, z buraków czerwonych, kapusty, ziemniaków i fasoli, z dodatkiem mięsa, przyprawiany czosnkiem, (oraz sposób jego gotowania), został wpisany na listę Niematerialnego Dziedzictwa Kulturowego UNESCO.

## Przygotowanie
Mięso ugotowane zostaje poprzedniego dnia, oddzielone od kości i pokrojone w kostkę. Na wywarze, po ugotowaniu mięsa zostaje ugotowana  poszatkowana drobno kapusta, pokrojona włoszczyzna oraz obrane i pokrojone w grubą kostkę ziemniaki. Po ugotowaniu do miękkości warzyw zostaje dodana ugotowana wcześniej fasola, oraz ugotowane i obrane buraki ( pokrojone w paski ) i przyprawy. Po zdjęciu z ognia zostaje zaprawiony śmietaną i zostaje dodane pokrojone mięso. Zupa najlepiej smakuje posypana zieleniną i ponownie podgrzewana, a zwłaszcza następnego dnia.

## Barszcz czernichowski
Zupa z większą różnorodnością smaków, na bazie buraczków czerwonych i kapusty, białej fasoli i ziemniaków oraz z dodatkiem większej ilości różnych warzyw

## Barszcz połtawski
Na bazie buraczków czerwonych i kapusty, z mięsem drobiowym, bez fasoli, podawany z kluseczkami z mąki pszennej lub gryczanej.

## Barszcz podlaski
Barszcz podlaski jest przygotowywany na bazie buraczków czerwonych i kapusty, z dużą ilością warzyw i wędlin, które podnoszą wartość odżywczą zupy. Często służy jako jednodaniowy obiad.

## Barszcz odeski
Gotowany i podawany z gęsiną.

## Barszcz lwowski
Gotowany i podawany z kiełbasą.